# Луцій Корнелій Цинна (консул-суфект 32 року до н. е.)
Луцій Корнелій Цинна (77 до н. е. — після 21 року до н. е.) — політичний та військовий діяч Римської республіки, консул-суфект 32 року до н. е.

## Життєпис
Походив з патриціанського роду Корнеліїв. Син Луція Корнелія Цинни, претора 44 року до н. е. Про молоді роки мало відомостей. Підтримував тріумвірів. 
У 44 році до н. е. став квестором. У Фессалії військо Цинни залишило його й перейшло на бік Брута. У 43 році до н. е. Луцій Корнелій перейшов на бік Секста Помпея, поряд з яким боровся проти Октавіана. Після поразки Секста у 36 році до н. е. Цинна отримав прощення від Октавіана й у 32 році до н. е. став консулом-суфектом разом з Марком Валерієм Мессалою. У 29 році до н. е. увійшов до колегії арвальських братів. Подальша доля невідома.

## Родина
Дружина — Помпея Магна, донька Гнея Помпея.
Діти:
- Гней Корнелій Цинна Магн, консул 5 року до н. е.
- Корнелія Помпея Магна.